# Gerhard Pieschl
Gerhard Pieschl (ur. 23 stycznia 1934 w Moravskiej Třebovie) – niemiecki duchowny rzymskokatolicki, w latach 1977–2009 biskup pomocniczy Limburga.

## Życiorys
Święcenia kapłańskie przyjął 8 grudnia 1961 w diecezji limburskiej. 24 sierpnia 1977 papież Paweł VI mianował go biskupem pomocniczym tej diecezji, ze stolicą tytularną Misenum. Sakry udzielił mu 23 października 1977 ówczesny biskup Limburga Wilhelm Kempf. W styczniu 2009 osiągnął biskupi wiek emerytalny (75 lat) i złożył rezygnację, która została przyjęta z dniem 15 czerwca 2009. Od tego czasu pozostaje biskupem seniorem diecezji.